# Седвож (приток Большого Кодача)
Седвож, Сёд-Вож — река в России, протекает по Сосногорскому и Троицко-Печорскому районам Республики Коми. Устье реки находится в 28 км от устья реки Большой Кодач по левому берегу. Длина реки составляет 24 км.
Исток реки в Сосногорском районе в 23 км к северо-востоку от посёлка Войвож. Река от истока течёт на север, затем поворачивает на северо-восток, в нижнем течении перетекает в Троицко-Печорский район. Всё течение проходит по ненаселённому заболоченному таёжному лесу.

## Данные водного реестра
По данным государственного водного реестра России относится к Двинско-Печорскому бассейновому округу, водохозяйственный участок реки — Печора от истока до водомерного поста у посёлка Шердино, речной подбассейн реки — Бассейны притоков Печоры до впадения Усы. Речной бассейн реки — Печора.
Код объекта в государственном водном реестре — 03050100112103000060382.